# Symfonie nr. 8 (Vaughan Williams)
De Achtste symfonie in d mineur van de Britse componist Ralph Vaughan Williams werd geschreven tussen 1953 en 1955 en voor het eerst uitgevoerd op 2 mei 1956 in de Free Trade Hall te Manchester door het Hallé Orchestra onder leiding van Sir John Barbirolli.
Aanvankelijk noemde de componist zijn nieuwe werk "Symphony in D", zonder de aanduiding "minor" (mineur), omdat hij gewend was zijn symfonieën aan te duiden met hun toonsoort. Algauw werd hij er op attent gemaakt dat die manier van doen deze maal verwarring zou kunnen wekken, omdat de Vijfde symfonie immers ook bekendstond als "Symphony in D" (weliswaar D majeur). Met tegenzin liet Vaughan Williams zijn nieuwste symfonie toen aanduiden als "No. 8", ofwel nummer acht.
De symfonie bestaat uit:
1. Fantasia (Variazioni senza tema) (variaties zonder thema)—het eerste deel bestaat uit zeven secties en werd daarom door de componist ook wel aangeduid als "seven variations in search of a theme"[2] , maar de vorm van de sonate overheerst;
2. Scherzo alla marcia (alleen voor blaasinstrumenten)—het tweede deel is een mars, die een parodie lijkt op het werk van de Russische componisten Sergej Prokofjev en Dmitri Sjostakovitsj; niets is minder waar, want de mars is een voorbeeld van de Britse stijl; het trio-gedeelte is "pastoraal" à la Vaughan Williams.
3. Cavatina (alleen voor snaarinstrumenten)—het centrale thema van het derde deel is ontleend aan het koraal "O Haupt voll Blut und Wunden" uit de Matthäuspassion van J.S. Bach.
4. Toccata—het vierde, en laatste deel, eindigt voluit en niet, zoals gebruikelijk is voor Vaughan Williams' symfonieën, niente (vervagend).

Met een uitvoeringstijd van gemiddeld achtentwintig minuten is de Achtste symfonie een van Vaughan Williams' kortste symfonieën.

## Aanbevolen literatuur
- Michael Kennedy, The Works of Ralph Vaughan Williams (Londen 1964).
- Ursula Vaughan Williams, R. V. W.: A Biography of Ralph Vaughan Williams (Londen 1963).